# Verwaltungsgemeinschaft Limbach-Oberfrohna
Die Verwaltungsgemeinschaft Limbach-Oberfrohna ist eine Verwaltungsgemeinschaft im Freistaat Sachsen. Sie liegt im Nordosten des Landkreises Zwickau etwa 10 km nordwestlich von Chemnitz. Landschaftlich befindet sich das Gemeinschaftsgebiet zwischen den Tälern der Flüsse Zwickauer Mulde und der Chemnitz beidseits des Frohnbaches. Nördlich der Verwaltungsgemeinschaft (Gemeinde Mühlau) verläuft die verlängerte Bundesautobahn 72 mit den Anschlussstellen Chemnitz-Röhrsdorf, Hartmannsdorf und Niederfrohna sowie die Bundesstraße 95. Das Gemeinschaftsgebiet ist auch über die Anschlüsse Chemnitz-Mitte, Limbach-Oberfrohna und Wüstenbrand der südlich verlaufenden A 4 zu erreichen. Die höchste Erhebung im Gebiet der Gemeinschaft ist 457,8 m ü. NN hoch.

## Die Gemeinden mit ihren Ortsteilen
- Limbach-Oberfrohna mit den Ortsteilen Limbach, Oberfrohna, Rußdorf, Kändler, Pleißa, Wolkenburg-Kaufungen und Bräunsdorf
- Niederfrohna mit den Ortsteilen Fichtigsthal, Mittelfrohna, Jahnshorn und Niederfrohna